# Marcel Powell
Louis Marcel Powell de Aquino, mais conhecido como Marcel Powell (Paris, 30 de março de 1982) é um violonista brasileiro nascido na França.
É filho do violonista e compositor brasileiro Baden Powell. Também é irmão do pianista Philippe Baden Powell.

## Discografia
- (2016) Só Baden (Fina Flor)
- (2013) Violão, Voz e Zé Kéti (Augusto Martins e Marcel Powell)
- (2009) Marcel Powell Trio - Corda com Bala
- (2005) Marianna Leporace Canta Baden - Participação Especial
- (2005) Aperto de Mão
- (2003) Que Falta você me Faz - Participação Especial
- (2003) A Bossa de Billy Blanco - Participação Especial
- (2002) Samba Novo
- (1997) Baden Powell Suite Afro Consolação
- (1994) Baden Powell e Filhos